# Tät vårbrodd
Tät vårbrodd (Anthoxanthum ovatum) är en gräsart som beskrevs av Mariano Lagasca y Segura. Enligt Catalogue of Life ingår Tät vårbrodd i släktet vårbroddssläktet och familjen gräs, men enligt Dyntaxa är tillhörigheten istället släktet vårbroddssläktet och familjen gräs. Arten förekommer tillfälligt i Sverige, men reproducerar sig inte. Inga underarter finns listade i Catalogue of Life.